# Zhongsha-Inseln
Die sogenannten „Zhongsha-Inseln“ (chinesisch 中沙群島 / 中沙群岛, Pinyin Zhōngshā Qúndǎo, vietn. Bãi Trung Sa) sind eine in China ersonnene Zusammenfassung weit auseinanderliegender Objekte im Nordosten des Südchinesischen Meeres – darunter versunkener Atolle, Sandbänke, Riffe, Seeberge und eine Insel. 
Die Gewässer der „Zhongsha-Inseln“ werden durch die Volksrepublik China ständig von ihrer Marine kontrolliert, doch die Republik China (Taiwan) erhebt ebenso Ansprüche (vgl. Taiwan-Konflikt). 

## Geschichte
Seit der Song-Zeit wurde die Ansammlung von Untiefen 千里长沙 Qianli Changsha, übersetzt etwa „sich über tausend Meilen erstreckende Sandbänke“, genannt. Erst in den 1930er-Jahren gab die Regierung der Republik China ihr den Namen „Nansha-Inseln“ (南沙群岛), der am 13. September 1946 in den heutigen Namen „Zhongsha-Inseln“ geändert wurde.

## Gebietskonflikte im Südchinesischen Meer

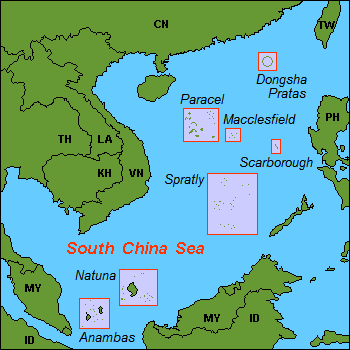
Inselchen und -Gruppen im Südchinesischen Meer

Im gesamten südchinesischen Meer gibt es eine Reihe von Inselchen oder Inselgruppen, über deren Zugehörigkeit sich die Anliegerstaaten streiten, wobei die kleinen Inseln häufig nur Sandbänke oder Korallenriffe sind, von denen manche gerade mal bei Ebbe über den Meeresspiegel herausragen. Spätestens seit die VR China 2009 bei den Vereinten Nationen mit der "Neun-Striche-Karte" ihre weitgehenden Ansprüche bekräftigt hat, treten diese Streitigkeiten immer wieder in den Vordergrund.
Weitere umstrittene Inseln und Inselgruppen im südchinesischen Meer:
- Dongsha-Inseln
- Paracel-Inseln
- Spratly-Inseln

## Geografie
Die „Zhongsha-Inseln“ liegen westlich der Philippinen, südlich der taiwanesischen Dongsha-Inseln (Pratas-Inseln) und östlich der Paracel-Inseln im Nordosten des südchinesischen Meeres. Sie setzen sich aus vier weit auseinander gelegenen Gruppen von überwiegend unterseeischen Formationen zusammen. Nur eine Insel befindet sich darunter. Der Name stammt von der größten Formation.
Zu den „Inseln“ zählen:
- Macclesfield Bank
- Scarborough-Riff sowie Sandbänke und Seeberge im Osten: Guanshi Tan (engl. Stewart Bank), Telu Ansha (Truro Shoal), Xianfa Ansha (Constitution Shoal) sowie weitere Seeberge: Huangyan Haishan, Shixing Haishan, Xianbei Haishan, Xiannan Haishan, Zhangzhong Haishan und Zhenbei Haishan
- Sandbank und Seeberge im Süden: Zhongnan Ansha (engl. Dreyer Shoal) und die Seeberge Changlong Haishan, Longnan Haishan und Zhongnan Haishan
- Sandbänke im Norden: Shenhu Ansha (St. Esprit Shoal) und Yitong Ansha (Helen Shoal)

### Macclesfield Bank / Zhongsha-Atoll
Macclesfield Bank, auch großes Zhongsha-Atoll (chinesisch 中沙大環礁 / 中沙大环礁, Pinyin Zhōngshā Dà Huánjiāo, vietn. Bãi Macclesfield, eigentlich MacClesfield geschrieben) ist ein versunkenes Atoll mit Unterwasser-Riffen und Untiefen, das in etwa gleich weit von den Küsten Vietnams, der chinesischen Insel Hainan und der philippinischen Hauptinsel Luzon entfernt liegt. 
Seine elliptische Form hat von Südwest nach Nordost eine Ausdehnung von ca. 130 km, von Südost nach Nordwest von über 70 km. Es ist zwar vollständig von Wasser bedeckt, gehört jedoch mit einer Ausdehnung von fast 6500 km² zu den größten Atollen der Welt. Die gebrochenen Korallenriffe des Atolls liegen zwischen 11 und 18 m unter Wasser, die flachste Stelle des ganzen Atolls bei Manbu Ansha nur 9 m. Die mit dem Atoll versunkene Lagune hat Tiefen bis zu 100 m, bleibt damit aber hinter den direkt angrenzenden Meerestiefen im Westen (2500 m) und Osten (4000 m) deutlich zurück.
Riffe und Sandbänke ordnen sich einmal im Ring des Atolls an und liegen anderseits auch in der im Atollring gelegenen Lagune.

### Scarborough-Riff und weitere Riffe, Sandbänke und Seeberge im Osten
Im Osten, etwa 220 km westlich der philippinischen Insel Luzon, liegt mit dem Scarborough-Riff (Huangyan Dao) die einzige Insel der „Zhongsha-Inseln“. Das Scarborough-Riff wird auch von den Philippinen als Hoheitsgebiet beansprucht und steht seit April 2012 unter ständiger Kontrolle der Volksrepublik China.
| Name         | Chinesisch | Englischer Name    | Koordinaten           | Bemerkungen                                                              |
| ------------ | ---------- | ------------------ | --------------------- | ------------------------------------------------------------------------ |
| Guanshi Tan  | 管事滩     | Stewart Bank       | 17° 20′ N, 118° 50′ O | wurde 1982 von der VR China nicht als territoriales Gewässer verkündet   |
| Huangyan Dao | 黃岩岛     | Scarborough Shoal  | 15° 11′ N, 117° 46′ O | besteht aus Nanyan (南岩) und Beiyan (北岩), dem Süd- und dem Nordfelsen |
| Telu Ansha   | 特鲁暗沙   | Truro Shoal        | 16° 20′ N, 116° 40′ O |                                                                          |
| Xianfa Ansha | 宪法暗沙   | Constitution Shoal | 16° 20′ N, 116° 44′ O |                                                                          |

Hinzu kommen als unterseeische Erhebungen die Seeberge Huangyan Haishan (黃岩海山), Shixing Haishan (石星海山), Xianbei Haishan (宪北海山), Xiannan Haishan (宪南海山), Zhangzhong Haishan (涨中海山) und Zhenbei Haishan (珍贝海山).

### Sandbank und Seeberge im Süden
Isoliert im Süden liegen Zhongnan Ansha, englisch Dreyer Shoal (中南暗沙; 13° 57′ N, 115° 24′ O) und in den umliegenden Gewässern die Seeberge Changlong Haishan (长龙海山), Longnan Haishan (龙南海山) und Zhongnan Haishan (中南海山).

### Sandbänke im Norden
Rund 300 km südlich von Hongkong liegen zwei unterseeische Sandbänke, die ebenfalls zu den „Zhongsha-Inseln“ gezählt werden.
| Name         | Chinesisch | Englischer Name  | Koordinaten           | Bemerkungen |
| ------------ | ---------- | ---------------- | --------------------- | ----------- |
| Shenhu Ansha | 神狐暗沙   | St. Esprit Shoal | 19° 33′ N, 113° 02′ O |             |
| Yitong Ansha | 一统暗沙   | Helen Shoal      | 19° 12′ N, 113° 53′ O |             |

## Verwaltung
In der Volksrepublik China werden die „Zhongsha-Inseln“ als „hypothetische Großgemeinde“ (中沙岛礁虚拟镇) im Stadtbezirk Xisha der bezirksfreien Stadt Sansha der Provinz Hainan verwaltet, deren hypothetischer Sitz auf der Insel Huangyan Dao (Scarborough-Riff) liegt, ungefähr 450 km östlich der Macclesfield Bank.
Die Republik China ordnet die „Zhongsha-Inseln“ dem Bezirk Qijin der Stadt Kaohsiung im Süden Taiwans zu.

## Belege
- 中沙群岛 Zhongsha Qundao (Die Zhongsha-Inseln). In: Cui, Naifu 崔乃夫 (Hrsg.): 中华人民共和国地名大词典, 第四卷 Zhonghua renmin gongheguo diming da cidian, di si juan (Großes Lexikon der Ortsnamen der Volksrepublik China, Band 4). 商务印书馆 Shangwu yinshuguan (Handels-Verlagshaus). 北京 Beijing 2002, ISBN 7-100-03253-9, S. 6628.
- Xu, Junming 徐俊鸣 u. Situ, Shangji 司徒尚纪: 中沙群岛 Zhongsha Qundao (Die Zhongsha-Inseln). In: 中国大百科全书 • 中国地理 Zhongguo Da Baike Quanshu • Zhongguo Dili (Encyclopaedia Sinica • Geographie Chinas). 中国大百科全书出版社 Zhongguo da baike quanshu chubanshe (Verlag der Encyclopaedia Sinica). 北京 Beijing u. 上海 Shanghai 1993, ISBN 7-5000-0408-7, S. 808.